# Ruby Dandridge
Ruby Jean Dandridge (nascida Butler; 3 de março de 1900 – 17 de outubro de 1987) foi uma atriz americana do início dos anos 1900 até o final dos anos 1950. Dandridge é mais conhecida por seu papel no programa de rádio Amos 'n Andy, no qual interpretou Sadie Blake e Harriet Crawford, e no programa de rádio Judy Canova Show, no qual interpretou Geranium. Ela é reconhecida por seu papel no filme A Hole in the Head, de 1959, como Sally.

## Juventude
Nascida Ruby Jean Butler em Wichita, Kansas, em 3 de março de 1900, ela era uma dos quatro filhos. Os pais de Dandridge eram Nellie Simon, uma empregada doméstica, e George Butler, que era zelador, dono da mercearia e artista. O pai de Dandridge também era "um menestrel famoso".

## Carreira
Em 1937, Dandridge interpretou uma das bruxas no que um artigo do The Pittsburgh Courier chamou de "representação sépia" de Macbeth em Los Angeles, Califórnia. A produção começou em 8 de julho no Mayan Theater. Cinco anos depois, ela apareceu em uma produção de Hit the Deck no Curran Theatre em São Francisco, Califórnia. Uma das primeiras aparições de Dandridge (sem créditos, assim como muitos dos papéis menores que ela desempenhou) foi como dançarina nativa em King Kong (1933). Em outros filmes, ela interpretou Rheba, uma empregada doméstica, em Junior Miss (1945), Dabby em Tap Roots (1948),  a governanta em Three Little Girls in Blue (1946), Sra. Kelso em Cabin in the Sky (1943) e Violet em Tish (1942).

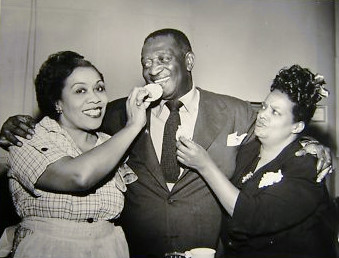
Lillian Randolph, Ernest Whitman e Ruby Dandridge do elenco de rádio do The Beulah Show por volta de 1952–1953.

Dandridge interpretou Oriole nas versões de rádio e TV de The Beulah Show, e Geranium em The Judy Canova Show, e foi um membro regular do elenco em Tonight at Hoagy's. Ela é ouvida como Raindrop no Melody Ranch de Gene Autry (agosto de 1949 - abril de 1951). Por uma temporada (1961-1962), Dandridge interpretou a empregada doméstica na versão televisiva de Father Knows Best.

## Outros negócios
Em 1955, Dandridge e sua sócia de negócios Dorothy Foster compraram um terreno em Twentynine Palms, Califórnia, com planos de construir um loteamento de 250 casas. Também na década de 1950, Dandridge formou uma boate que tocava em clubes de Los Angeles. Uma crítica de sua atuação citou seus "flashes de carisma efervescente" e declarou: "O que falta a Ruby em sua voz, ela invariavelmente compensa com sua personalidade cativante."

## Vida pessoal, morte e legado
Em 30 de setembro de 1919, ela se casou com Cyril Dandridge. Dandridge mudou-se com o marido para Cleveland, Ohio, onde sua filha, a atriz Vivian Dandridge, nasceu em 1921. Sua segunda filha, a atriz indicada ao Oscar Dorothy Dandridge, nasceu lá em 1922, cinco meses após o divórcio de Ruby e Cyril. Observa-se que após seu divórcio, Dandridge se envolveu com sua companheira Geneva Williams, que supostamente sobrecarregou os filhos e os puniu duramente. Dandridge compareceu ao funeral de sua filha Dorothy em 1965.
Em 17 de outubro de 1987, Dandridge morreu de ataque cardíaco em uma casa de repouso em Los Angeles, Califórnia. Ela foi enterrada ao lado de Dorothy no Forest Lawn Memorial Park Cemetery em Glendale, Califórnia. No filme Introducing Dorothy Dandridge, de 1999, Ruby é interpretada por Loretta Devine.

## Filmografia
Features
- King Kong (1933) - Dançarina Nativa (sem créditos)
- Black Moon (1934) - Serva Doméstica (sem créditos)
- Midnight Shadow (1939) - Sra. Lingley
- The Night Before the Divorce (1942) - Uma das fãs de Roselle (sem créditos)
- Gallant Lady (1942) - Sarah
- Tish (1942) - Violet (sem créditos)
- The War Against Mrs. Hadley (1942) - Empregada doméstica (sem créditos)
- Broken Strings (1942) - Dançarina (sem créditos)
- A Night for Crime (1943) - Alice Jones - Cozinheira (sem créditos)
- Cabin in the Sky (1943) - Sra. Kelso
- Corregidor (1943) - Hyacinth
- Melody Parade (1943) - Ruby
- I Dood It (1943) - Mammy, no Show (sem créditos)
- Never a Dull Moment (1943) - Daisy (sem créditos)
- Hat Check Honey (1944) - Ophelia (sem créditos)
- Ladies of Washington (1944) - Nellie (sem créditos)
- Carolina Blues (1944) - Josephine (sem créditos)
- Can't Help Singing (1944) - Henrietta (sem créditos)
- The Clock (1945) - Cliente de leite (sem créditos)
- Junior Miss (1945) - Rheba
- Saratoga Trunk (1945) - Vendedora de turbante (sem créditos)
- Inside Job (1946) - Ivory (sem créditos)
- Three Little Girls in Blue (1946) - Mammy (sem créditos)
- Home in Oklahoma (1946) - Devoria
- Dead Reckoning (1947) - Hyacinth
- The Arnelo Affair (1947) - Maybelle - Empregada de Parkson
- My Wild Irish Rose (1947) - Della
- Tap Roots (1948) - Dabby
- Father Is a Bachelor (1950) - Lily (sem créditos)
- A Hole in the Head (1959) - Sally

Curta-metragens
- Flop Goes the Weasel (1943) - Mammy Hen (voz, sem créditos)
- Screen Snapshots: The Judy Canova Show (1946) - Geranium, personagem de programa de rádio
- Silly Billie (1948) - Empregada doméstica

Televisão
- The Amos 'n' Andy Show (1951-1953) - papéis coadjuvantes em pelo menos quatro episódios diferentes
- Father of the Bride (1961-1962) - elenco principal, como Delilah
- The Beulah Show (1952–1953) - Oriole